# Cinnamomum blandfordii
Cinnamomum blandfordii är en lagerväxtart som beskrevs av Mohan Gangopadhyay. Cinnamomum blandfordii ingår i släktet Cinnamomum och familjen lagerväxter. Inga underarter finns listade i Catalogue of Life.